# Bauking
Die Bauking GmbH (Eigenschreibweise BAUKING GmbH) ist ein Handelsunternehmen mit 83 Fachhandelsstandorten und 45 Hagebaumärkten mit Hauptsitz in Dortmund.
Die GmbH ist der größte Hagebau-Gesellschafter und Baustoff-Fachhändler und ist in ganz Deutschland vertreten, mit Produkten und Beratung zu Roh-, Tief- und Hochbau, Dach und Innenausbau sowie Fassade und Garten- und Landschaftsbau.

## Geschichte
Anfang 2002 schlossen sich die Hagebau-Gesellschafter Baubedarf Lehrmann und BVG E. N-Hollenberg zusammen und gründeten die Bauking AG. Ein Jahr später kam die HBZ Holz- und Bauzentren dazu und im Dezember 2005 beteiligte sich die CRH plc mit einem Anteil von 48 % an der Bauking. Im Januar 2007 fusionierten dann der mobau Handel + Technik, die Kapella Baustoffe, der Bedachungsfachhandel Beez & Jeske, sowie der Fachhandelsstandort Möller und Förster ebenfalls mit der Bauking.
Ende 2010 wurde die CRH plc mit einem Anteil von 98 % der Hauptaktionär der Bauking. 2017 akquirierte die Bauking ebenfalls noch die Unternehmen AGP und Krüger & Scharnberg.
Im Juni 2019 zog der Firmensitz von Hannover nach Iserlohn.
Im November 2019 wurde Blackstone neuer Eigentümer der Bauking und integrierte das Unternehmen in seine Gruppe Building Materials Europe (BME). Im Februar 2020 erfolgte eine Rechtsformänderung von Bauking AG zu Bauking GmbH.
2021 übernahm die Bauking die operativen Geschäfte des hagebau-Gesellschafters Bauwaren Mahler mit den Niederlassungen Augsburg, Unterdießen bei Landsberg, Feldkirchen bei München und Burgau.
Am 25. Januar 2022 wurde der Sitz von Iserlohn nach Dortmund verlegt.
2023 folgten weitere strategische Zukäufe mit der Akquisition der Gebhard Bauzentrum GmbH & Co. KG sowie der Bäthge Baustoffe GmbH, wodurch Bauking ihre Marktstellung weiter ausbauen konnte.

## Geschäftsfelder
- Baustoffe
- Werbemittel
- Hagebau (Baumarkt)